# Meir Amit
Meir Amit, nato Meir Slutsky (in ebraico מאיר עמית; Tiberiade, 17 marzo 1921 – Tel Aviv, 17 luglio 2009), è stato un politico, generale e agente segreto israeliano, terzo direttore dell'agenzia di intelligence del Mossad. È considerato uno dei migliori ufficiali di intelligence, nonché figura di spicco della politica di Israele.

## Biografia

### Infanzia ed esperienze militari
Amit nacque nel 1921 da immigrati ucraini a Tiberiade, all'epoca del mandato britannico, come Meir Slutsky, cugino del poeta russo Boris Sluckij. Adottò successivamente  il cognome Amit, che in ebraico significa "amico di tutti".
Da giovane entrò nel kibbutz Alonim, in Galilea, e si arruolò nell'Haganah già nel 1936. Combatté nelle file dell'Haganah nel corso della guerra arabo-israeliana del 1948 con il grado di comandante di battaglione. Durante le prime fasi della guerra fu ferito nel corso di un attacco alla roccaforte di Jenin, difesa dai giordani. Tornato a combattere dopo un periodo di convalescenza, nel marzo del 1949 comandò il proprio battaglione nel corso dell'operazione Uvda per la conquista dello sbocco sul golfo di Aqaba, dove si sarebbe sviluppata la città di Eilat.
Amit continuò la carriera nelle neonate IDF, dove divenne aiutante di campo di Moshe Dayan, per poi raggiungere il grado di maggior generale. Durante il periodo da militare fu comandante della brigata Golani nel 1950, capo delle operazioni delle IDF nel 1951, quindi generale del comando meridionale (1955) e del comando settentrionale (1958).
Quando il 2 maggio del 1951 le forze siriane presero posizione nei pressi di Tel Mutilla nella zona smilitarizzata tra Israele e Siria, violando così gli accordi sanciti dall'armistizio di Rodi, Amit, alla guida della brigata Golani, fu incaricato di scacciare gli invasori. L'attacco, che si protrasse per quattro giorni consecutivi, raggiunse il suo obiettivo ma lasciò sul campo 40 soldati uccisi e parecchi feriti. Amit fu oggetto di severe critiche da parte della dirigenza delle forze armate, ma venne prontamente difeso da Dayan, astro nascente delle IDF e che presto sarebbe diventato capo di stato maggiore.
Sul finire degli anni cinquanta Amit studiò presso la Columbia Business School di New York, dove conseguì un diploma in Business Administration.

### Carriera nei servizi segreti
Al ritorno in Israele, Amit esordì nel mondo dell'intelligence. Nel 1961 fu nominato direttore del servizio di intelligence militare, che mantenne quando nel 1963 gli venne assegnata anche la carica di direttore del Mossad. Amit rappresenta l'unica figura nella storia di Israele a ricoprire contemporaneamente le due posizioni.
Alla guida del Mossad, Amit sostituì Isser Harel, ormai inviso alle alte sfere del governo, il quale era divenuto celebre per gli spettacolari rapimenti dei gerarchi nazisti sfuggiti ai processi post-bellici. Amit pose fine alla caccia all'uomo che aveva caratterizzato la gestione precedente e si adoperò per modernizzare l'agenzia, modificando la catena di comando e favorendo sinergie con l'intelligence militare. In particolare rafforzò le attività di human intelligence (HUMINT) di Israele, soprattutto nel mondo arabo.
Amit inoltre intensificò la cooperazione con altre agenzie di spionaggio quali quelle del Kenya, Uganda, Singapore, Iran, India, Turchia e Indonesia. A questo fine informò il re di Giordania Hussein di un possibile colpo di Stato, sosteneva di incontrare lo Scià di Persia una volta al mese, visitò il direttore della CIA Richard Helms, fornì armi alla guerriglia curda in Iraq, il cui leader, il mullā Mustafa Barzani divenne un amico personale.
Nell'ottica di rompere l'isolamento politico di Israele, aiutò i servizi segreti del Marocco, ufficialmente ostili ad Israele, nell'eliminazione del dissidente marocchino Mehdi Ben Barka avvenuta nell'ottobre del 1965 a Parigi. L'operazione in realtà generò indignazione nell'opinione pubblica internazionale: il presidente francese De Gaulle chiuse la sede europea del Mossad e lo stesso primo ministro israeliano Ben Gurion la definì "spregevole".
Il 30 maggio 1967, alla vigilia della guerra dei sei giorni, Amit fu mandato a Washington per sondare le intenzioni e le eventuali reazioni dell'establishment americano nei confronti di un attacco preventivo di Israele nei confronti dell'Egitto. Le richieste della parte israeliana si riassumevano in tre punti: forniture militari dopo il conflitto, supporto politico e diplomatico alle Nazioni Unite e isolamento dell'Unione Sovietica dalle operazioni belliche. Il segretario della difesa Robert McNamara rispose I read you loud and clear! ("ti ricevo forte e chiaro!"), che divenne They won't sit in mourning if Israel fires the first shot ("non siederanno in lutto se Israele spara il primo colpo") quando Amit riferì al primo ministro Eshkol il 3 giugno. Due giorni dopo ebbe inizio l'operazione Focus che distrusse la maggior parte delle forze dell'aeronautica militare egiziana e dette il via al conflitto.
Lo stesso successo della guerra e dell'operazione Focus in particolare è più un merito dell'intelligence che della forza militare di Israele, in quanto l'effetto sorpresa che annientò le difese egiziane fu reso possibile da anni di raccolta di informazioni ed infiltrazioni di agenti segreti del Mossad nelle forze armate egiziane.
Da direttore dell'agenzia segreta, Amit organizzò alcune delle più importanti azioni del Mossad. Fu capace di infiltrare una delle sue spie, Eli Cohen, nelle più alte sfere del governo siriano. Allo stesso periodo risale l'operazione Diamante che portò alla defezione del pilota iracheno-maronita Munir Redfa e all'acquisizione del caccia sovietico MiG-21 da parte dei servizi segreti israeliani.

### Carriera politica
Diffidente dell'autonomia e del prestigio raggiunti, nel 1968 Eshkol tolse l'appoggio ad Amit, che fu costretto a lasciare il Mossad. Diresse quindi le Koor Industries, la più grande conglomerata israeliana, ininterrottamente fino al 1977 ad esclusione di alcuni brevi incarichi. Nell'ottobre del 1973, allo scoppio della guerra del Kippur, fu chiamato dal ministro della difesa Moshe Dayan con il ruolo di assistente personale.
Nel 1976 fece il suo ingresso in politica come cofondatore del partito Tnu'a Demokratit LeShinui ("Movimento Democratico per il Cambiamento", abbreviato con l'acronimo DASH). Alle elezioni dell'anno successivo il Dash ottenne 15 seggi alla Knesset, premiato dall'alleanza con il Likud, e Amit ricoprì il ruolo di ministro delle comunicazioni e di quello dei trasporti. Ben presto tuttavia abbandonò la coalizione al governo per aderire al partito di opposizione Shinui nel 1978, per tornare poi tra le file del Partito Laburista Israeliano nel 1980.
A partire dal 1978 occupò ruoli manageriali in diverse aziende nel settore dell'high-tech. In tempi più recenti fu posto alla guida del Centro per Studi Speciali di Israele (Israel's Center for Special Studies) ammonendo più volte contro le minacce poste dall'armamento nucleare iraniano. Nel 2003 ricevette il premio Israele per la sua carriera e per lo speciale contributo alla società e allo Stato.
Nel 2001 gli è stata intitolata un'agenzia d'intelligence privata, l'"Intelligence and Terrorism Information Center Meir Amit". Morì nel 2009 dopo una lunga malattia. Alla notizia della sua morte il presidente di Israele Shimon Peres affermò: